# Duke of Leeds

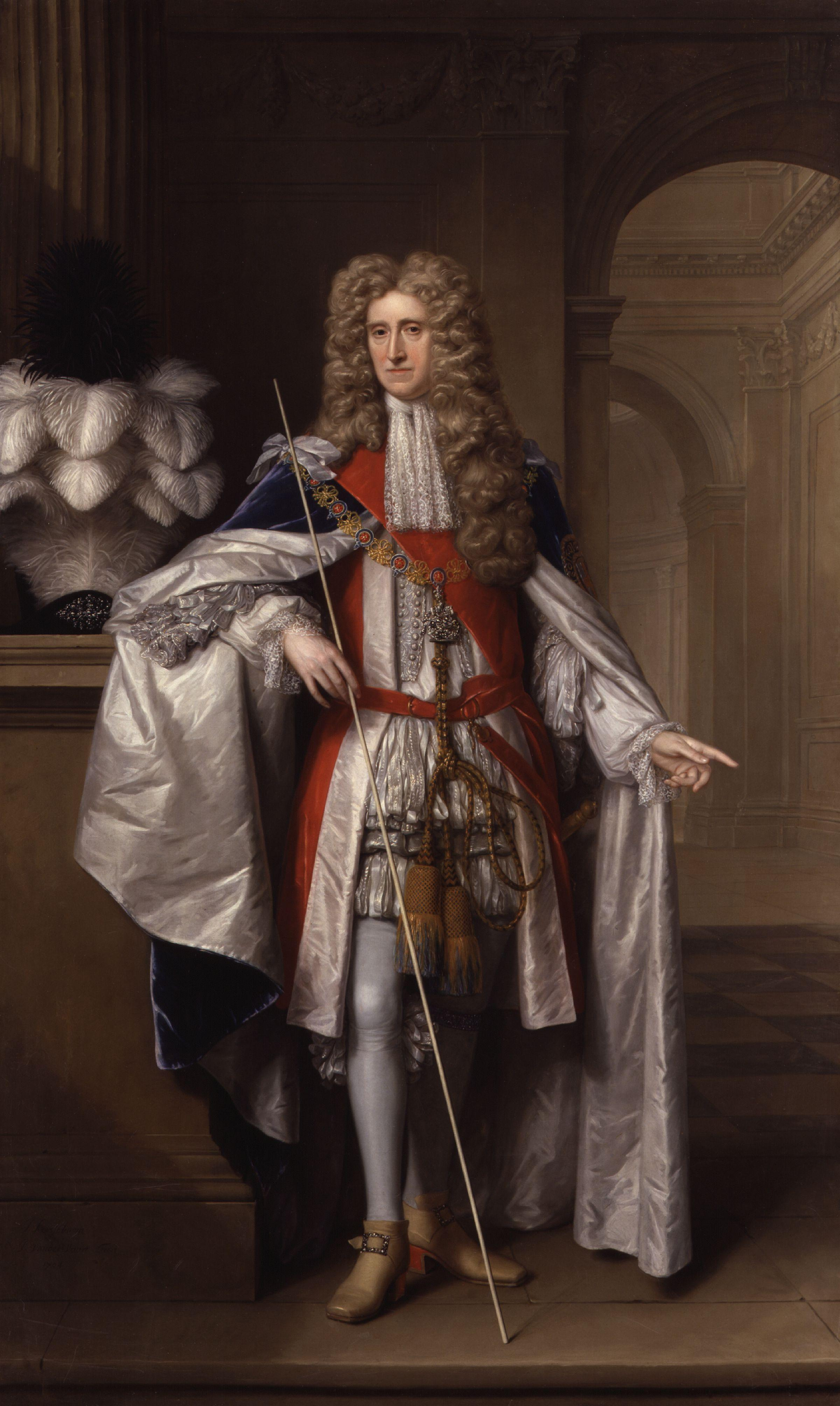
Thomas Osborne, 1. Duke of Leeds

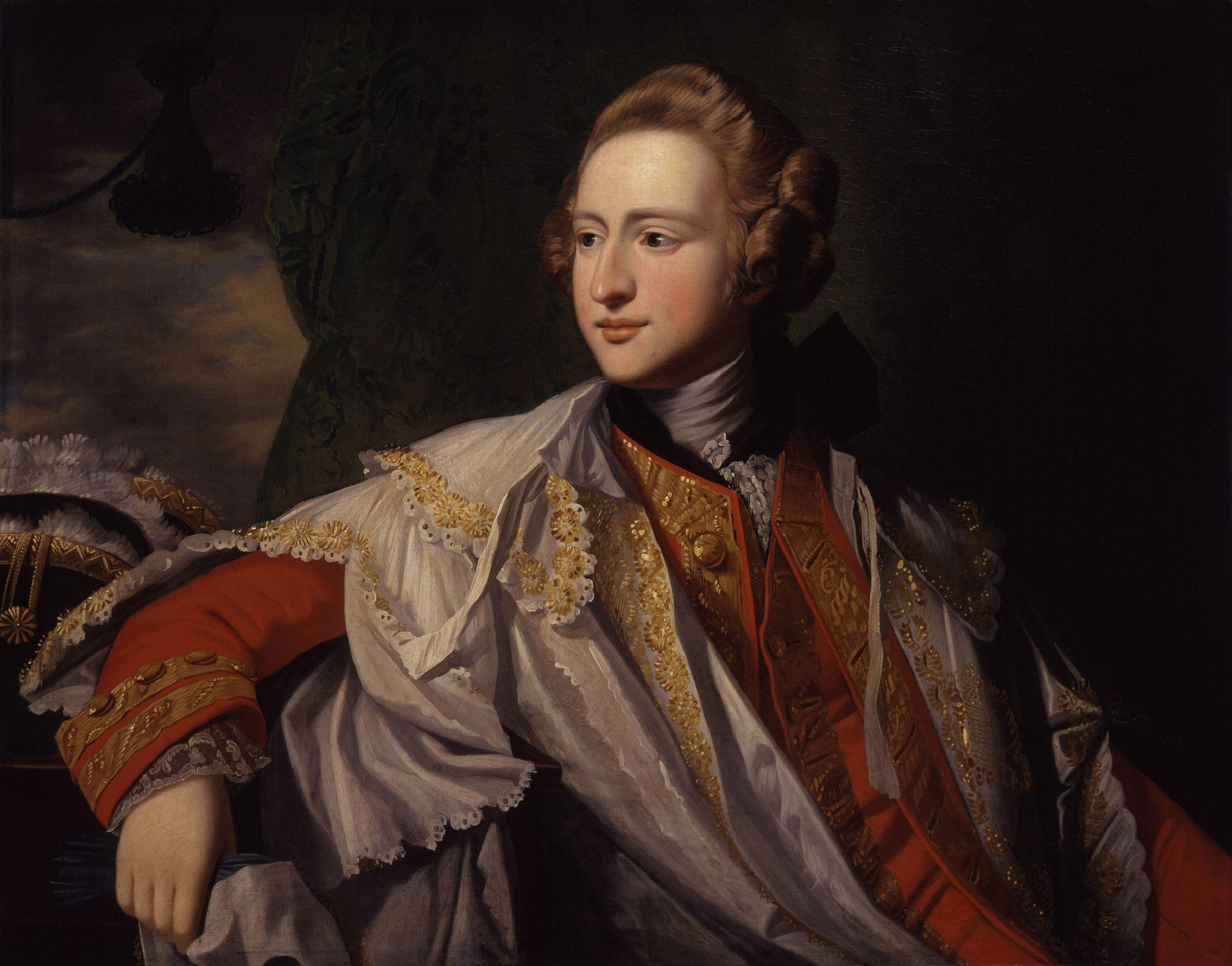
Francis Osborne, 5. Duke of Leeds

Duke of Leeds war ein erblicher britischer Adelstitel in der Peerage of England.
Der Titel ist nach der Stadt Leeds in Yorkshire benannt, nicht nach Leeds Castle in Kent.

## Verleihung
Der Titel wurde am 4. Mai 1694 für Thomas Osborne, 1. Marquess of Carmarthen geschaffen. Dieser hatte in der zweiten Hälfte des 17. Jahrhunderts verschiedene hohe Staatsämter inne. Er war bereits am 2. Februar 1673 in der Peerage of Scotland zum Viscount Osburne, of Dunblane in the County of Perth, erhoben. Diesen schottischen Titel übertrug er im August 1673 vorzeitig seinem Sohn und Erben Peregrine Osborne, als er am 15. August 1673 in der Peerage of England zum Viscount Latimer, of Danby in the County of York, und Baron Osborne, of Kiveton in the County of York, erhoben wurde. Am 27. Juni 1674 wurde er zudem zum Earl of Danby und am 9. April 1689 zum Marquess of Carmarthen erhoben, beide ebenfalls in der Peerage of England.
Der Titelerbe (Heir apparent) des jeweiligen Dukes führte den Höflichkeitstitel eines Marquess of Carmarthen, dessen ältester Sohn den eines Earl of Danby und dessen ältester Sohn wiederum den eines Viscount Latimer.
Beim Tod des 7. Dukes 1859 fielen die Titel an dessen Cousin, George Osborne, 2. Baron Godolphin (1802–1872), der bereits 1850 von seinem Vater Francis Godolphin Osborne, dem jüngeren Bruder von George Osborne, 6. Duke of Leeds, den 1832 für diesen in der Peerage of the United Kingdom geschaffenen Titel Baron Godolphin, of Farnham Royal in the County of Buckingham, geerbt hatte.
Die Titel blieben vereinigt, bis sie am 20. März 1964 mit dem Tod des kinderlosen 12. Dukes erloschen.

## Familiensitz
Familiensitz des Dukes war zunächst Kiveton Hall in South Yorkshire, nach dessen Abriss 1811 Hornby Castle in North Yorkshire. Daneben besaßen die Dukes ab 1766 auch das Godolphin House in Cornwall, da Thomas Osborne, 4. Duke of Leeds eine Tochter von Francis Godolphin, 2. Earl of Godolphin geheiratet hatte und dieser keinen männlichen Erben besaß. Seither führten viele der Dukes Godolphin als weiteren Vornamen.

## Liste der Dukes of Leeds (1694)
- Thomas Osborne, 1. Duke of Leeds (1632–1712)
- Peregrine Osborne, 2. Duke of Leeds (1659–1729)
- Peregrine Osborne, 3. Duke of Leeds (1691–1731)
- Thomas Osborne, 4. Duke of Leeds (1713–1789)
- Francis Osborne, 5. Duke of Leeds (1751–1799)
- George Osborne, 6. Duke of Leeds (1775–1838)
- Francis D’Arcy-Osborne, 7. Duke of Leeds (1798–1859)
- George Osborne, 8. Duke of Leeds (1802–1872)
- George Osborne, 9. Duke of Leeds (1828–1895)
- George Osborne, 10. Duke of Leeds (1862–1927)
- John Osborne, 11. Duke of Leeds (1901–1963)
- Francis Osborne, 12. Duke of Leeds (1884–1964)